# Масальцев Володимир Семенович
Володимир Семенович Масальцев (29 листопада 1938, Спаськ) — радянський футболіст, який грав на позиції нападника. Відомий за виступами у складі сімферопольської «Таврії» у класі Б та у складі кишинівської «Молдови» у вищій лізі чемпіонату СРСР.

## Клубна кар'єра
Володимир Масальцев народився у 1938 році в Кемеровській області. Після закінчення школи навчався у Кримському медичному інституті, де й розпочав грати у футбол. З 1956 року Масальцев грав у сімферопольській аматорській команді «Буревісник». У 1958 році на основі цієї команди в Сімферополі організували команду класу Б під назвою «Авангард», гравцем якої, разом із Еммануїлом Анброхом, Юрієм Бондарєвим, Анатолієм Глухоєдовим, Віталієм Живицею, Володимиром Никоновим, став також і Масальцев. Після завершення сезону 1958 року разом із низкою інших гравців Володимир Масальцев покинув «Авангард», та став гравцем аматорської сімферопольської команди «Спартак». Проте на початку сезону 1960 року він разом із іншими колишніми гравцями «Авангарда» повернувся до команди майстрів, яка після зміни головного тренера раптово відчула кадровий голод. Після завершення сезону 1960 року Масальцев отримав запрошення до команди вищої ліги «Молдова» з Кишинева. Проте в команді вищого дивізіону Володимир Масальцев зіграв лише 9 матчів. і на початку сезону 1962 року повернувся до сімферопольського клубу. У 1962 році Масальцев разом із командою став бронзовим призером першості УРСР. Наступний сезон футболіст провів у севастопольському клубі СКЧФ, після чого завершив виступи на футбольних полях.